# بی خوابی در نیویورک
بی خوابی در نیویورک (انگلیسی: Sleepless in New York) یک فیلم در ژانر مستند به کارگردانی کریستین فرای است که در سال ۲۰۱۴ منتشر شد. از بازیگران آن می‌توان به هلن فیشر اشاره کرد.